# John Cecil, VI conte di Exeter
John Cecil, VI conte di Exeter (Londra, 15 maggio 1674 – Stamford, 24 dicembre 1721), è stato un nobile e politico inglese, pari e membro del Parlamento.

## Biografia

### Infanzia
Exeter era il figlio di John Cecil, V conte di Exeter, e Anne Cavendish. 

### Ascesa e carriera politica
Si sedette come membro del Parlamento per Rutland dal 1695 al 1700, quando successe al padre entrando nella Camera dei Lord. Tra il 1712 e il 1715 è stato anche Lord Luogotenente del Rutland.

### Primo matrimonio
Lord Exeter sposò, in primo luogo, Annabella Grey, figlia di Ford Grey, I conte di Tankerville, nel 1697. 

### Secondo matrimonio
Dopo la sua morte nel 1698 sposò, in seconde nozze, Elizabeth Brownlow, figlia di John Brownlow, III baronetto, nel 1699. 

### Morte
Morì il 24 dicembre 1721, all'età di 47 anni, ed è stato succeduto nei suoi titoli da suo figlio maggiore John, nato dal suo secondo matrimonio. Lady Exeter morì nel 1723.

### Discendenza
Lord Exeter ebbe in tutto sei figli, di cui sei maschi e una femmina. Il primo, John Cecil, VII conte di Exeter, gli succedette nel titolo. Alla sua morte, lasciò come erede suo fratello, il secondogenito di John, Brownlow Cecil, VIII conte di Exeter.
Il terzo figlio, William, studente al St John's College di Cambridge, morì ancora giovane nel 1717. Il quarto e il quinto figlio si chiamavano rispettivamente Francis e Charles; quest'ultimo morì giovane nel 1726. La sua unica figlia, Elizabeth, sposò William Aislabie, un politico e proprietario terriero dello Yorkshire, e morì nel 1733 all'età di 26 anni. 

## Ascendenza
|                                            |                                           |                                          | Genitori                                     |  |  | Nonni |  |  | Bisnonni                         |  |  | Trisnonni     |  |
|                                            |                                           |                                          |                                              |  |  |       |  |  | David Cecil, III conte di Exeter |  |  | Richard Cecil |  |
|                                            |                                           |                                          |                                              |  |  |       |  |  | David Cecil, III conte di Exeter |  |  | Richard Cecil |  |
|                                            |                                           | Elizabeth Cope                           |                                              |  |  |       |  |  | David Cecil, III conte di Exeter |  |  |               |  |
| John Cecil, IV conte di Exeter             |                                           |                                          |                                              |  |  |       |  |  | David Cecil, III conte di Exeter |  |  |               |  |
|                                            |                                           | Elizabeth Egerton                        | John Egerton, I conte di Bridgewater         |  |  |       |  |  |                                  |  |  |               |  |
|                                            |                                           | Elizabeth Egerton                        | John Egerton, I conte di Bridgewater         |  |  |       |  |  |                                  |  |  |               |  |
|                                            |                                           | Elizabeth Egerton                        | Frances Stanley                              |  |  |       |  |  |                                  |  |  |               |  |
| John Cecil, V conte di Exeter              |                                           | Elizabeth Egerton                        |                                              |  |  |       |  |  |                                  |  |  |               |  |
|                                            |                                           | John Manners, VIII conte di Rutland      | George Manners                               |  |  |       |  |  |                                  |  |  |               |  |
|                                            |                                           | John Manners, VIII conte di Rutland      | George Manners                               |  |  |       |  |  |                                  |  |  |               |  |
|                                            |                                           | John Manners, VIII conte di Rutland      | Grace Pierrepont                             |  |  |       |  |  |                                  |  |  |               |  |
| Frances Manners                            |                                           | John Manners, VIII conte di Rutland      |                                              |  |  |       |  |  |                                  |  |  |               |  |
|                                            |                                           | Frances Montagu                          | Edward Montagu, I barone Montagu di Boughton |  |  |       |  |  |                                  |  |  |               |  |
|                                            |                                           | Frances Montagu                          | Edward Montagu, I barone Montagu di Boughton |  |  |       |  |  |                                  |  |  |               |  |
|                                            |                                           | Frances Montagu                          | Frances Cotton                               |  |  |       |  |  |                                  |  |  |               |  |
| John Cecil, VI conte di Exeter             |                                           | Frances Montagu                          |                                              |  |  |       |  |  |                                  |  |  |               |  |
|                                            | William Cavendish, II conte di Devonshire | William Cavendish, I conte di Devonshire |                                              |  |  |       |  |  |                                  |  |  |               |  |
|                                            | William Cavendish, II conte di Devonshire | William Cavendish, I conte di Devonshire |                                              |  |  |       |  |  |                                  |  |  |               |  |
|                                            | William Cavendish, II conte di Devonshire | Anne Keighley                            |                                              |  |  |       |  |  |                                  |  |  |               |  |
| William Cavendish, III conte di Devonshire | William Cavendish, II conte di Devonshire |                                          |                                              |  |  |       |  |  |                                  |  |  |               |  |
|                                            |                                           | Christian Bruce                          | Edward Bruce, I lord Kinloss                 |  |  |       |  |  |                                  |  |  |               |  |
|                                            |                                           | Christian Bruce                          | Edward Bruce, I lord Kinloss                 |  |  |       |  |  |                                  |  |  |               |  |
|                                            |                                           | Christian Bruce                          | Magdalene Clerk                              |  |  |       |  |  |                                  |  |  |               |  |
| Anne Cavendish                             |                                           | Christian Bruce                          |                                              |  |  |       |  |  |                                  |  |  |               |  |
|                                            |                                           | William Cecil, II conte di Salisbury     | Robert Cecil, I conte di Salisbury           |  |  |       |  |  |                                  |  |  |               |  |
|                                            |                                           | William Cecil, II conte di Salisbury     | Robert Cecil, I conte di Salisbury           |  |  |       |  |  |                                  |  |  |               |  |
|                                            |                                           | William Cecil, II conte di Salisbury     | Elizabeth Brooke                             |  |  |       |  |  |                                  |  |  |               |  |
| Elizabeth Cecil                            |                                           | William Cecil, II conte di Salisbury     |                                              |  |  |       |  |  |                                  |  |  |               |  |
|                                            |                                           | Catherine Howard                         | Thomas Howard, I conte di Suffolk            |  |  |       |  |  |                                  |  |  |               |  |
|                                            |                                           | Catherine Howard                         | Thomas Howard, I conte di Suffolk            |  |  |       |  |  |                                  |  |  |               |  |
|                                            |                                           | Catherine Howard                         | Katherine Knyvett                            |  |  |       |  |  |                                  |  |  |               |  |
|                                            |                                           | Catherine Howard                         |                                              |  |  |       |  |  |                                  |  |  |               |  |